# Нормалност (понашање)
Нормалност је понашање које је уобичајено за појединца (интраперсонална нормалност) и доследно с најчешћим понашањем особе у питању. Нормалан је реч која се користи за описивање индивидуалног понашања које је у складу с најчешћим узорцима понашања у друштву (в. ткђ. конформизам). Дефиниције нормалности варирају од особе до особе, као и од времена, места и ситуације — мењају се пратећи друштвене стандарде и норме. Нормално понашање се препознаје у односу на абнормално (ненормално, што је углавном погрдан израз). У најједноставнијем облику, нормалност се види као добра, а абнормалност као лоша. Неко кога се сматра нормалниме или ненормалниме може да има друштвене рамификације, као што је друштвена инклузија, друштвена ексклузија или друштвена стигматизација.